# 中之島 (鹿児島県)
中之島（なかのしま）は、トカラ列島に所属する島である。面積は34.47km2。周囲30km、最高点は御岳（トカラ富士）の979m。人口は159人、世帯数は90世帯（2018年3月31日現在）。島名は「七島の中ほどにある島」という意味に由来する。
地名（行政区画）としての「中之島」は鹿児島県鹿児島郡十島村の大字となっており、島の全域がそれに該当する。

## 概要

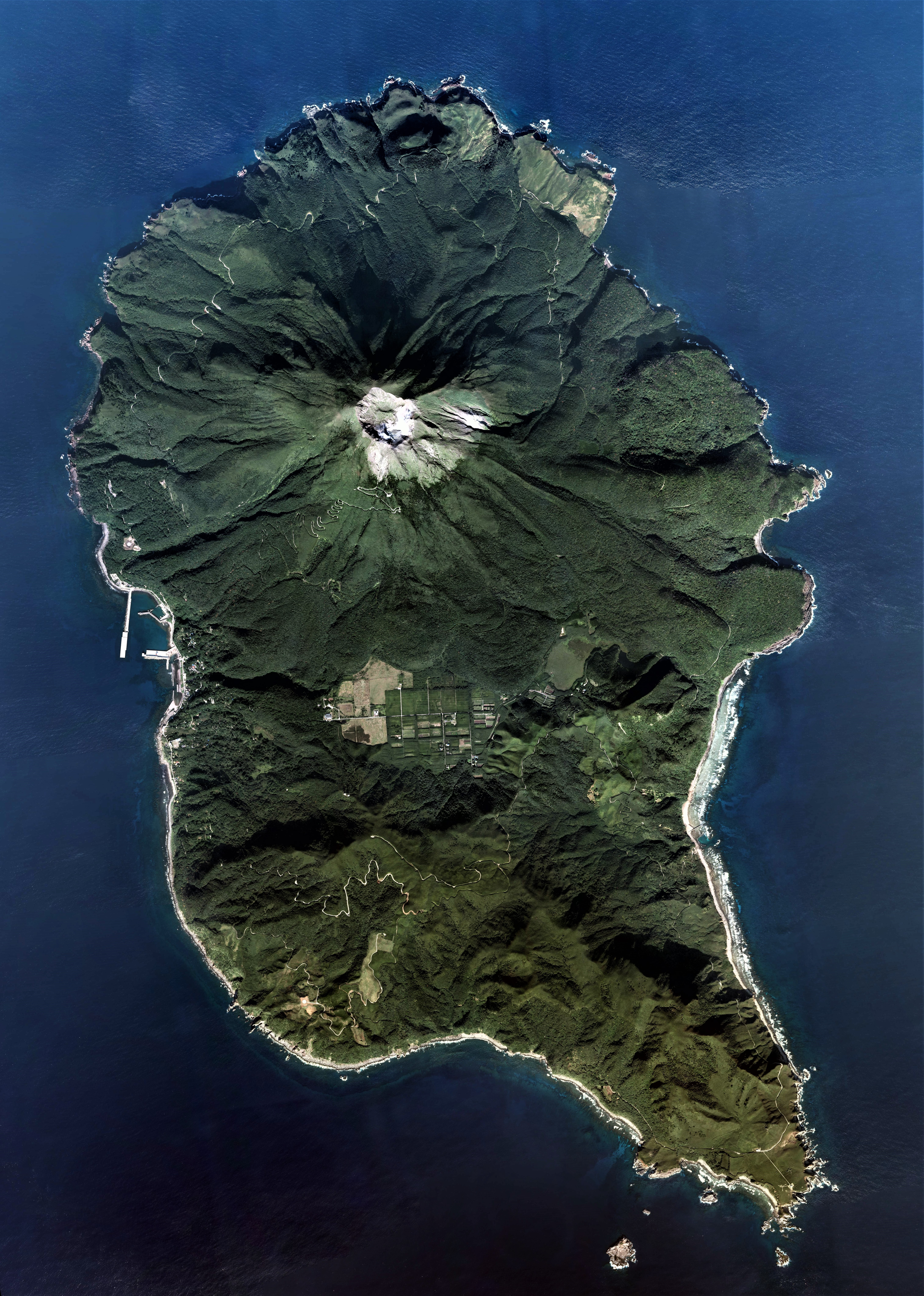
中之島の空中写真。
2009年11月26日撮影の37枚を合成作成。

十島村で最も人口が多く、1956年までは村役場の所在地であった。村役場が村外の鹿児島市に移転した後も2008年まで支所が置かれ、駐在所や民俗資料館・天文台などの施設が集まる実質的な村の中心地である。

### 山
島では2つの山（御岳と先割岳）が接合しているが、有史以降の噴火が確認されているのは御岳のみである。
御岳は安山岩の成層火山で、山頂火口内や南東側山腹に噴気孔がある。御岳は1914年（大正3年）に水蒸気噴火とみられる噴火があり、山頂噴気孔底から泥土噴出があった。1949年（昭和24年）と1973年（昭和48年）には多量の噴煙を上げている。2022年7月、火山噴火予知連絡会は中之島の御岳について常時観測火山に追加するよう気象庁に提言した。

### 小島・岩礁
浜辺・海礁上の小岩、無名の岩を除く。
- 小山、平瀬 - セリ崎の西方沖と南西沖。

## 歴史

### 縄文時代
中之島東部にあるタチバナ遺跡からは縄文後期の集落跡として、竪穴建物跡30軒、土壙14基、炉跡14基が見つかっている。

### 奈良時代
『日本書紀』に吐火羅（白雉5年）、覩貨邏（斉明天皇3年）の文字が見える。

### 平安末期・鎌倉時代
十島は南薩摩で権勢を誇った薩摩平氏の河邊氏一族の勢力下に入ったと見られ、差配地として薩南島（河邊十二島）が挙げられ、「口五島」と「奥七島」に分けられ、奥七島がトカラ列島に比定される。

### 江戸時代以降
中之島という地名は江戸期より見え、薩摩国川辺郡のうちであった。薩摩藩直轄地で郷には属さず、薩摩藩の船奉行の支配下に置かれていた。
口之島や宝島と同様に津口番所、異国船番所、異国船遠見番所が併置されており、鹿児島城下より派遣された在番と横目が常駐していた。中之島の在番は中之島の他に諏訪之瀬島、悪石島を管轄しており、在番の指示を受けた郡司が島政にあたったとされる。「薩藩政要録」および「要用集」によると、所惣高82石余とある。
1896年（明治29年）に川辺郡から大島郡に移管された。

### 島嶼町村制施行以後
1908年（明治41年）に島嶼町村制が施行され、トカラ列島および現在の三島村の区域より十島村（じっとうそん）が成立し、中之島は十島村の大字「中之島」となった。
1913年（大正2年）、全島でノネズミが大量発生して問題となった。
第二次世界大戦後の1946年（昭和21年）に口之島以南のトカラ列島はアメリカ合衆国臨時北部南西諸島政庁の施政下となった。1952年（昭和27年）にトカラ列島が本土復帰するのに伴い、十島（としま）村が発足し、十島村の大字となった。
1976年（昭和51年）9月12日、台風17号による暴風雨のため民家10戸が全壊、93戸が半壊。
2020年（令和2年）11月、中之島産のグアバなどからミカンコミバエの幼虫が見つかり、農林水産省は生産者らに柑橘類の島外移動自粛を要請した。このため出荷間近であったスイートスプリングやポンカンなどは、廃棄処分を余儀なくされた。

## 地域

### 公衆浴場
温泉（公衆浴場）が複数存在する。西海岸沿いに設けられた東区温泉、西区温泉は、ともに乳白色のミョウバン・硫黄・塩分を含んだ天然温泉である。泉質は硫黄泉であり、神経痛・筋肉痛・痔疾・冷え性への効能があるという。

### 交通
島内を周回する道路は多数存在するものの、未舗装の箇所が多い。島内は琉球寒山竹の生育が著しく、これらの未舗装の道の中には通行不可能になったものも少なくない。
十島村の他の島と比べると大きな島である一方でバス・タクシーが存在しないため、民宿にて車をレンタルするかフェリーで持ち込まなければ島内での活動が制限される。

### 施設
- 十島村役場中之島支所
- 中之島天文台
- 十島村立中之島小中学校
- 鹿児島中央警察署中之島駐在所
十島村に唯一存在する駐在所であり、中之島駐在所の管轄区域は鹿児島郡十島村の全域が指定されている[10]。
- 中之島郵便局
- 中之島灯台
- 十島村歴史民俗資料館
- 十島村開発総合センター

### 店舗
島内には下記の1店舗しか存在しない。
- 永田商店
最低限の日用品と焼酎・ビール・アイスクリーム・タバコを取り扱っている。

なお、十島村の各島にはいずれも飲食店がない。

### 通信
十島村では携帯電話はNTTドコモ、au、ソフトバンクモバイルが使用できるものの、電波の届かない場所もある。十島村開発総合センターに公衆電話がある。

### 名所
- 御岳
御岳は1914年に噴火した活火山で、テレビ中継局の中之島中継局や携帯電話などの種々の電波塔が設置されている。かつては硫黄の採掘も行なわれていた。現在でも頂上の火口や東側山腹等から噴気が盛んである。山中では野生化したトカラヤギの群れが見られる。
- 中之島天文台
九州最大級のカセグレン式60cm反射式望遠鏡を有する天文台。一度に多人数の観望を可能にするモニター装置も備える。利用は予約制である。
- トカラ馬牧場
県指定天然記念物のトカラ馬が約20頭飼育されている。
- 七ツ山海岸
島の東に位置する海岸。七ツ山キャンプ場とも呼ばれ、シャワーなどの設備があるが、島民が住む集落から離れていることなどからあまり利用されていない。

## ギャラリー

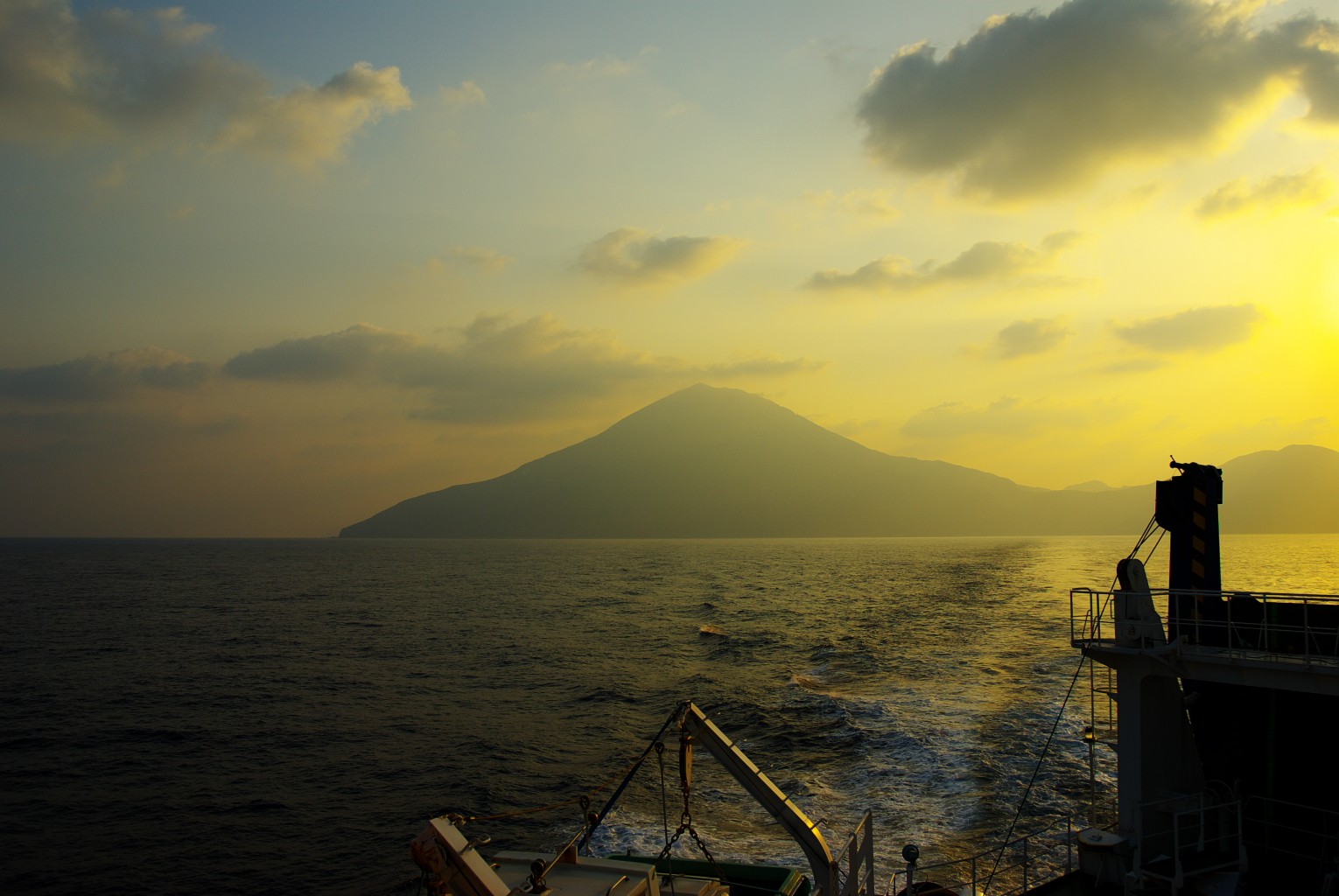
フェリーとしまから見た中之島
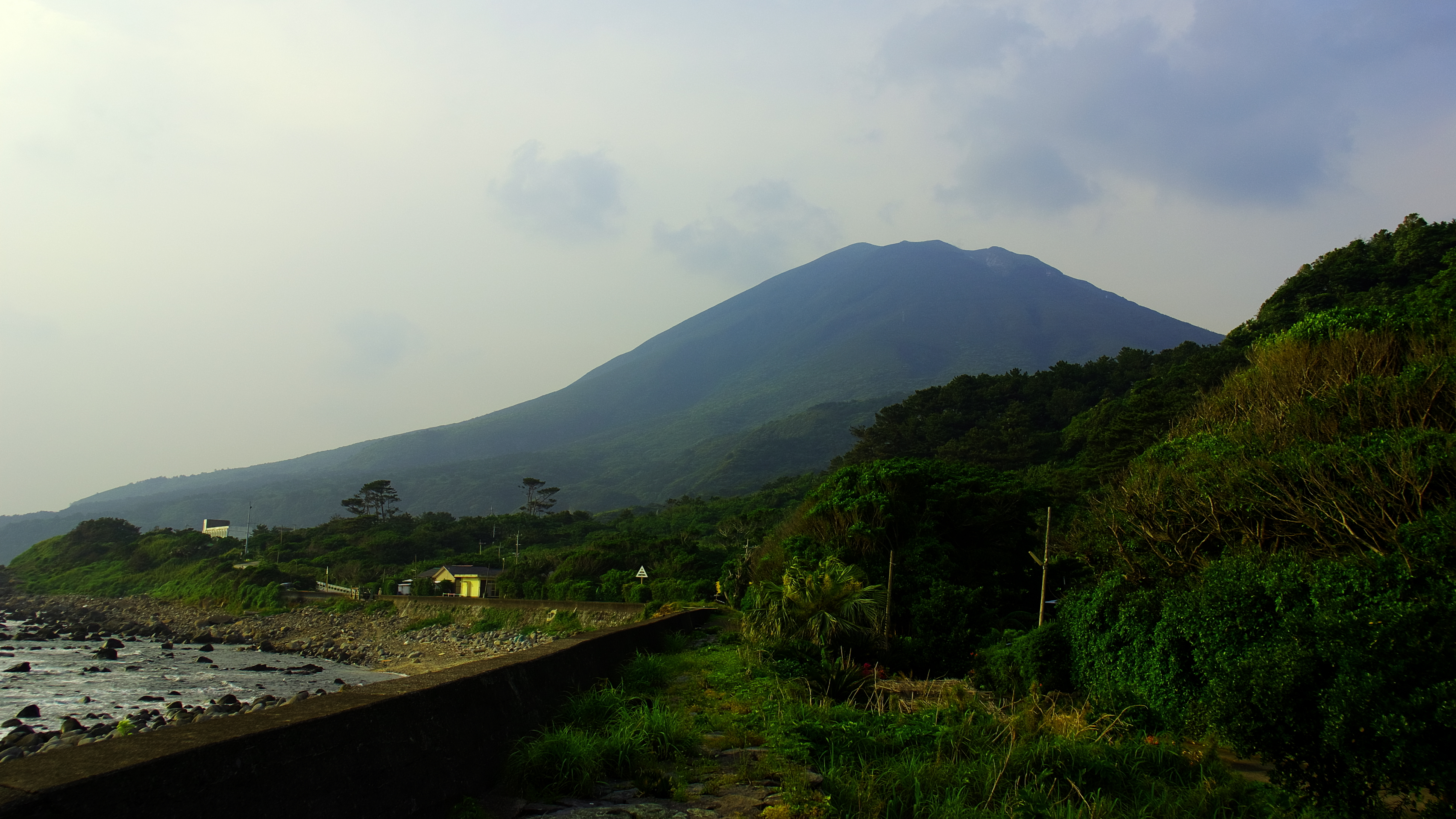
中之島西海岸（寄木地区）より主峰御岳をみる
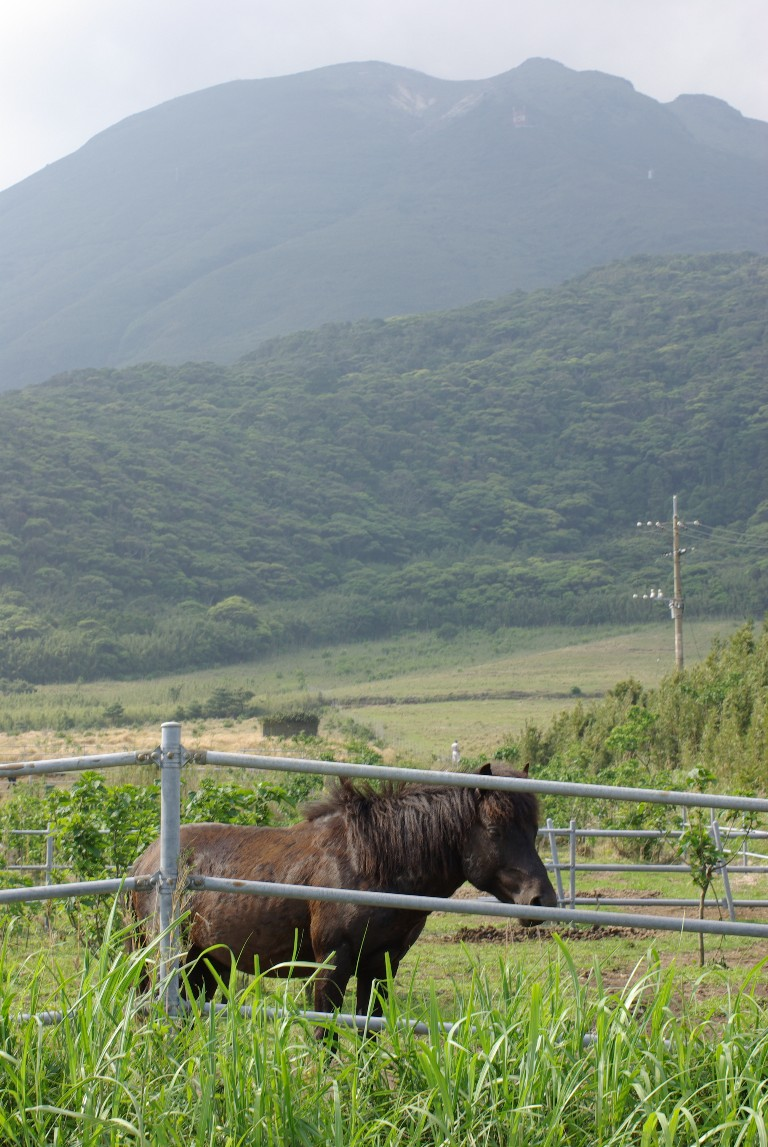
主峰御岳とトカラウマ
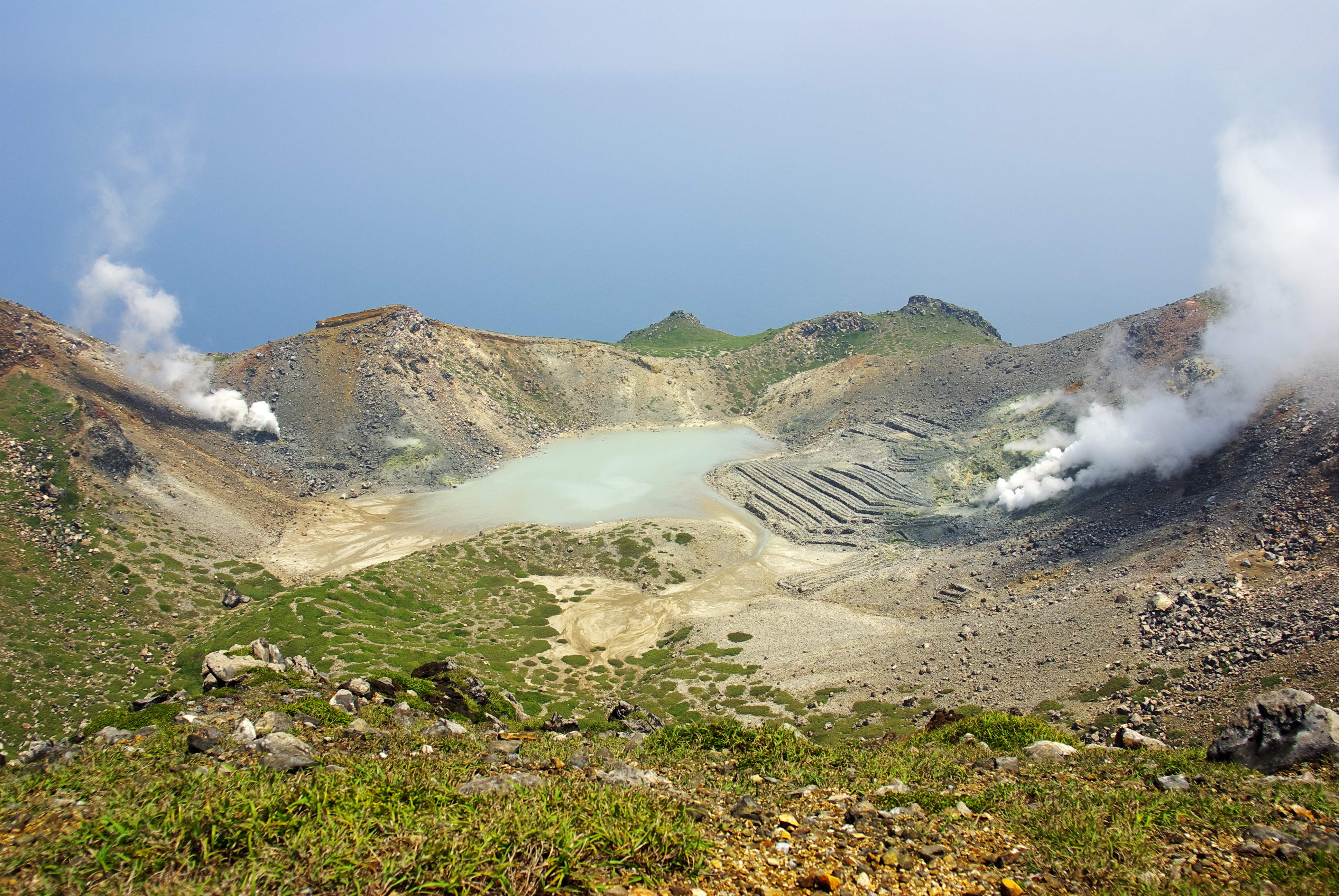
主峰御岳の火口。右側縞状のものは硫黄採掘施設跡
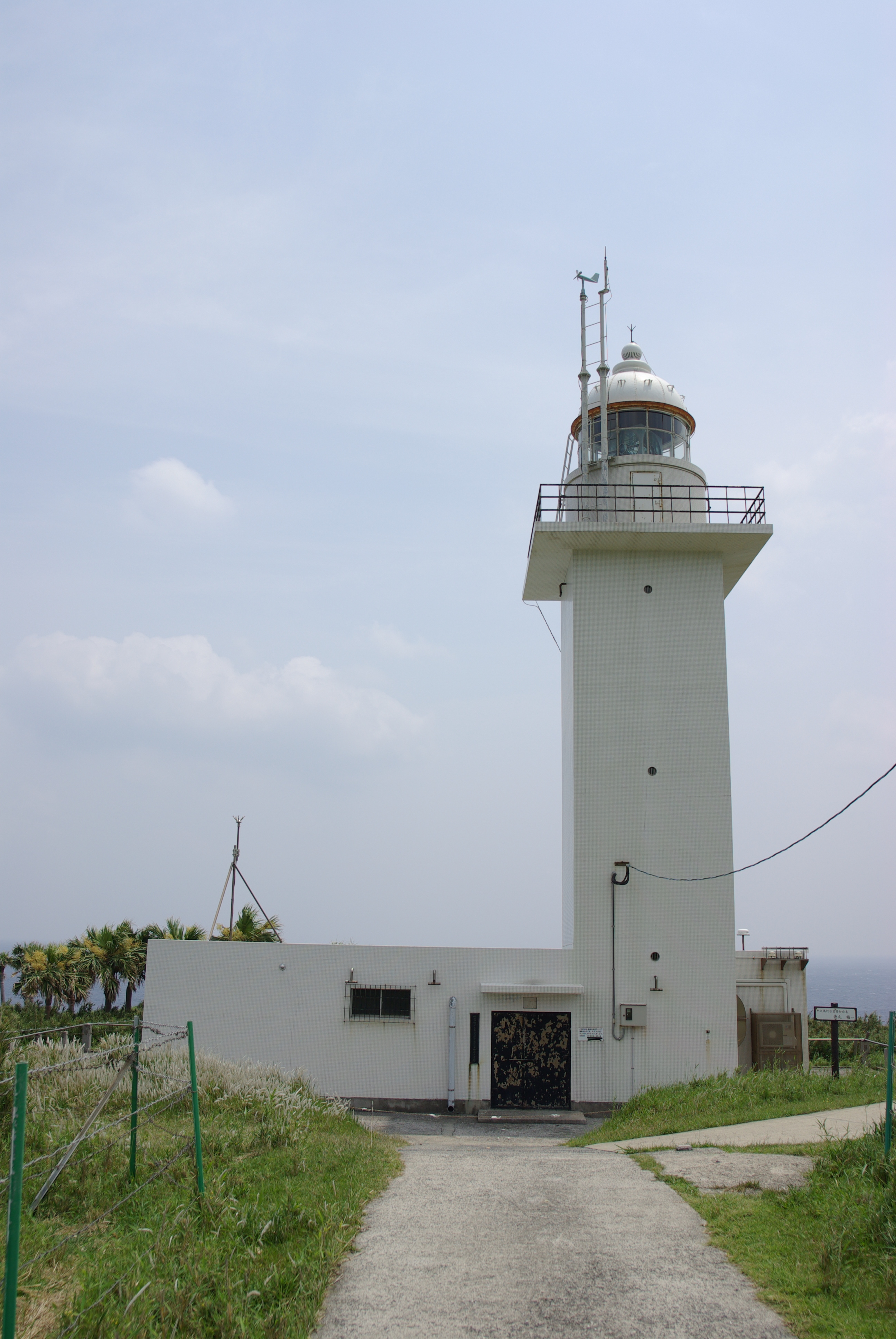
中之島灯台
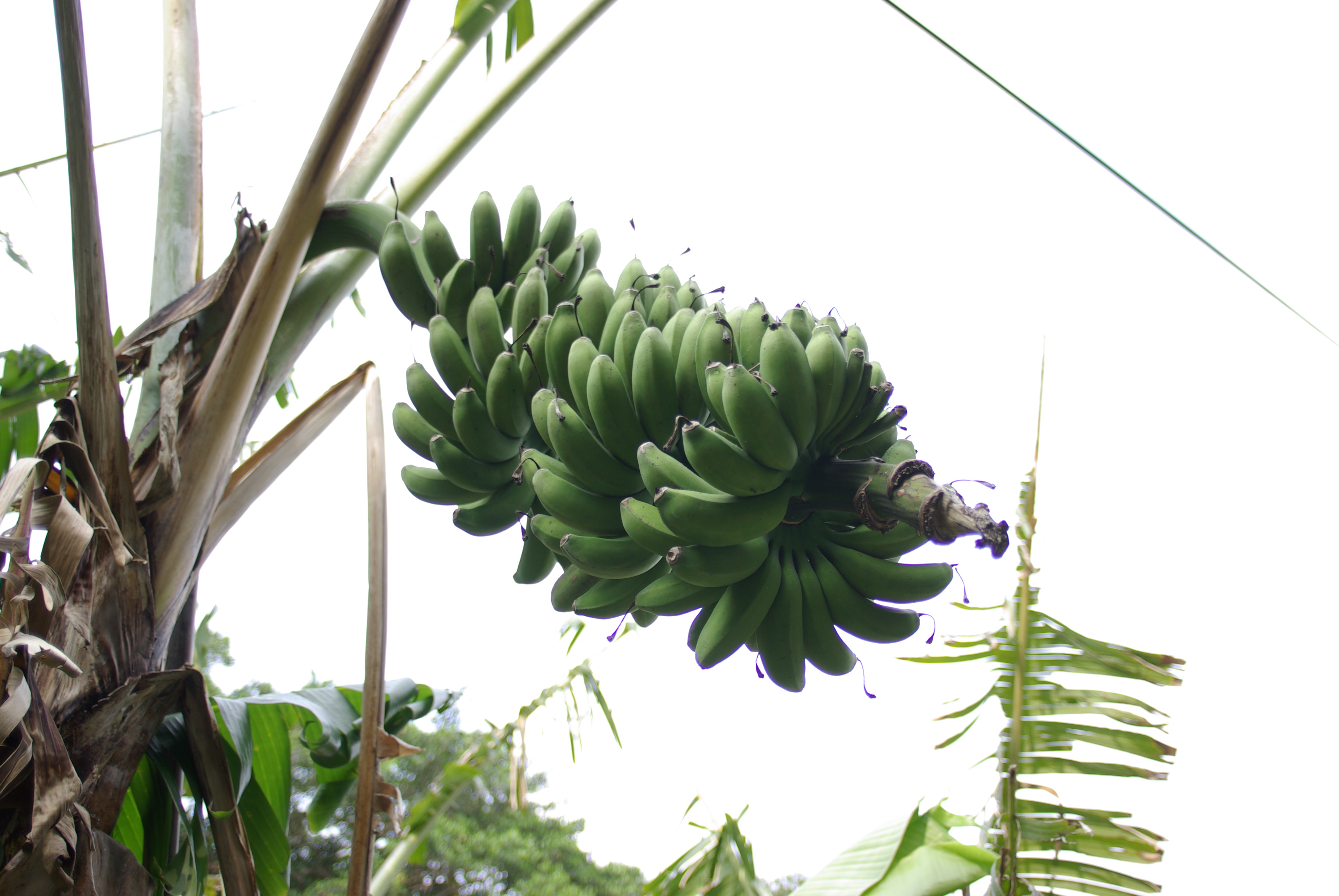
中之島で栽培されているトカラバナナ

## 交通
鹿児島港から村営船「フェリーとしま2」で約7時間。場外離着陸場の中之島ヘリポートがある。

## 中之島を舞台にした作品
- 『オーイ! とんぼ』 - 作品の舞台の火之島は中之島がモデルになっている[13]。